# Ilario Di Buò
Ilario Di Buò (Triëst, 13 december 1965) is een Italiaanse boogschutter.
Di Buò schiet met een recurveboog. Hij heeft meegedaan aan diverse nationale en internationale wedstrijden, waaronder vanaf 1984 zes keer de Olympische Spelen. Op de Spelen in Sydney (2000) won hij met het team (met Matteo Bisiani en Michele Frangilli) de zilveren medaille. Vier jaar later in werd het team (met Frangili en Marco Galiazzo) zevende. Op de Olympische Spelen in Peking (2008) won hij, met teamgenoten Marco Galiazzo en Mauro Nespoli, de zilveren medaille.

## Resultaten
1990
 Europees kampioenschap (individueel)
1996
 Europees kampioenschap (individueel)
2000
 Europees kampioenschap (individueel)
 Olympische Spelen (team)
2001
 Wereldkampioenschap (team)
2003
 Wereldkampioenschap (team)
2006
 World Cup, stage 1 (team)
 World Cup, stage 3 (team)
 World Cup, stage 3 (individueel)
 World Cup, finale (individueel)
2007
 World Cup, finale (team)
2008
 World Cup, stage 1 (individueel)
 Olympische Spelen (team)